# Valea Anilor
Valea Anilor – wieś w Rumunii, w okręgu Mehedinți, w gminie Corcova. W 2011 roku liczyła 587 mieszkańców.